# Рустик Нарбоннский
Русти́к Нарбоннский (фр. Rustique), (умер в 461) — епископ Нарбоннский, раннехристианский католический святой. Память 26 октября (по григорианскому календарю).

## Биография
Рустик — сын святого Боноза (фр. Bonose), епископа Нарбонской Галлии. Достигнув совершеннолетия, святой Рустик отправился учиться в Рим. После возвращения на родину ушёл в Леринское аббатство и через некоторое время стал епископом Нарбоннским. Святого Рустика упоминают среди святых отцов, участвовавших в Эфесском соборе в 431 году, на котором было осуждено несторианство. Преемником Рустика на нарбонской кафедре был епископ Гермес.
В современной римо-католической епархии Монпелье имеется приход святых Сальвия и Рустика в местечке Минервуа (фр. Minervois).